# Eucalyptus gracilis
Eucalyptus gracilis là một loài thực vật có hoa trong Họ Đào kim nương. Loài này được F.Muell. mô tả khoa học đầu tiên năm 1855. Đâylà một loài cây bản địa ở Úc, nơi nó được tìm thấy ở vùng tây nam New South Wales, Victoria, South Australia, và Western Australia.

## Mô tả
Cây tán rộng, nhiều thân  thường có chiều cao đến 20 mét (70 ft) với vỏ cây xám nâu xù xì ở gốc và mịn màng và màu kem đồng ở trên. Nó nở hoa từ tháng 3 đến tháng 10 với hoa trắng kemw. Lá trưởng thành phân đoạn, bóng, xanh lá cây, đồng màu và có hình lanceolate hẹp. Lá dài 5 đến 8 xentimét (2,0 đến 3,1 in) và rộng 0,8 đến 1,5 cm (0,31 đến 0,59 in).

## Phân loại
Các loài này được chính thức hóa bởi nhà thực vật học Ferdinand von Mueller vào năm 1854 trong khuôn khổ của công trình Second systematic index of the plants of Victoria. in Victoria – Parliamentary Papers – Votes and Proceedings of the Legislative Assembly. Tên loài là tính từ tiếng Latin gracilis "mảnh khảnh", dường như đề cập đến nhánh và tầm vóc của chúng.

## Phân bố và môi trường sống
Nó phát triển trên các cồn cát và vùng đồng bằng, đỉnh cao và dọc theo những con đường lạch ở các vùng phía Nam Wheatbelt và Goldfields-Esperance của Tây Úc nơi chúng mọc trong đất sét cát- Đất sét có vôi trên đá vôi. Loài cây này được tìm thấy ở hầu hết các khu vực phía nam và trung tâm Nam Úc và Victoria và phía tây nam New South Wales, nơi chúng được tìm thấy ở cây bụi mallee trên các bãi biển cọ trên bãi biển phía nam từ Yathong và phía tây từ West Wyalong.

## Hình ảnh

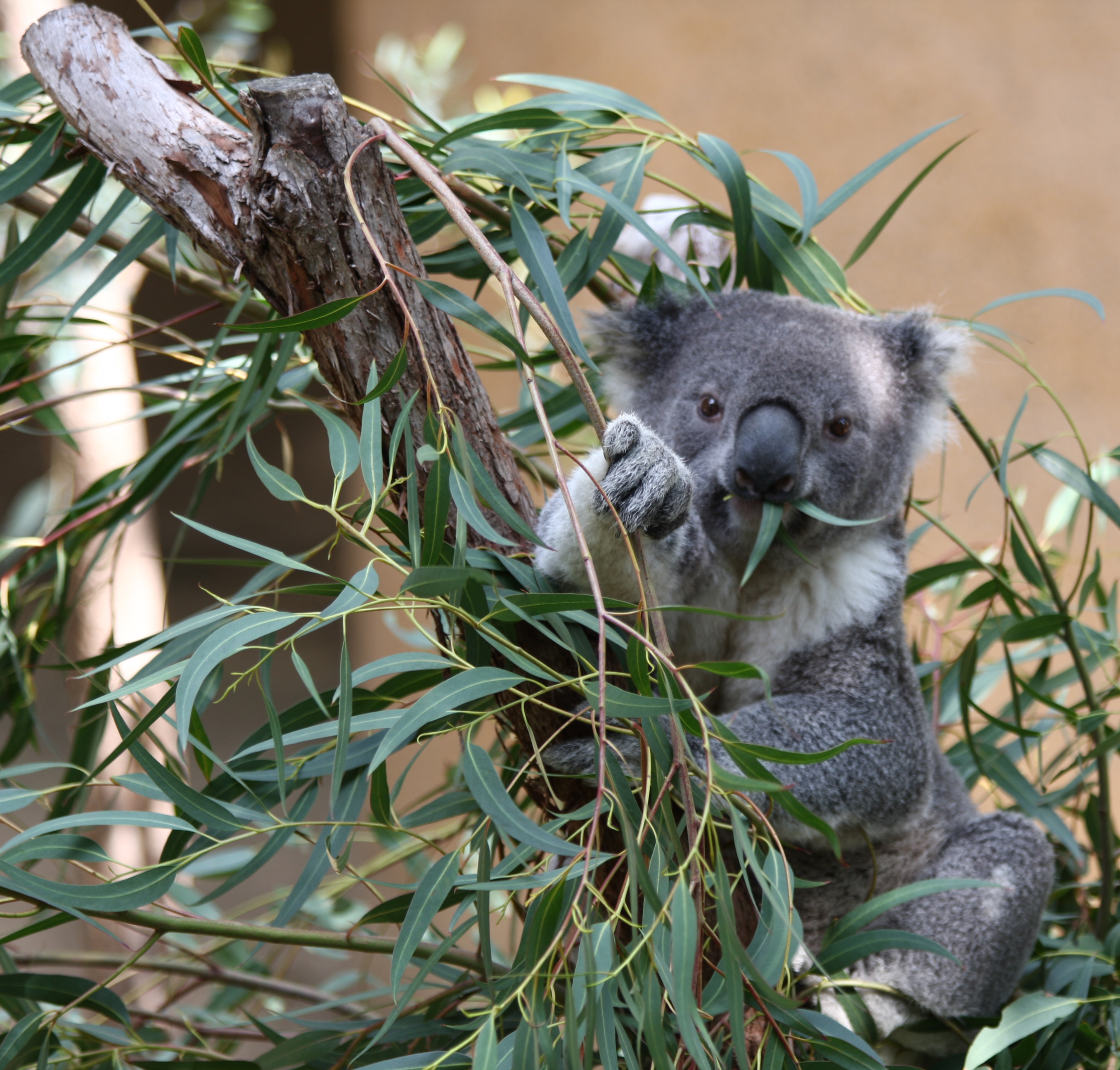
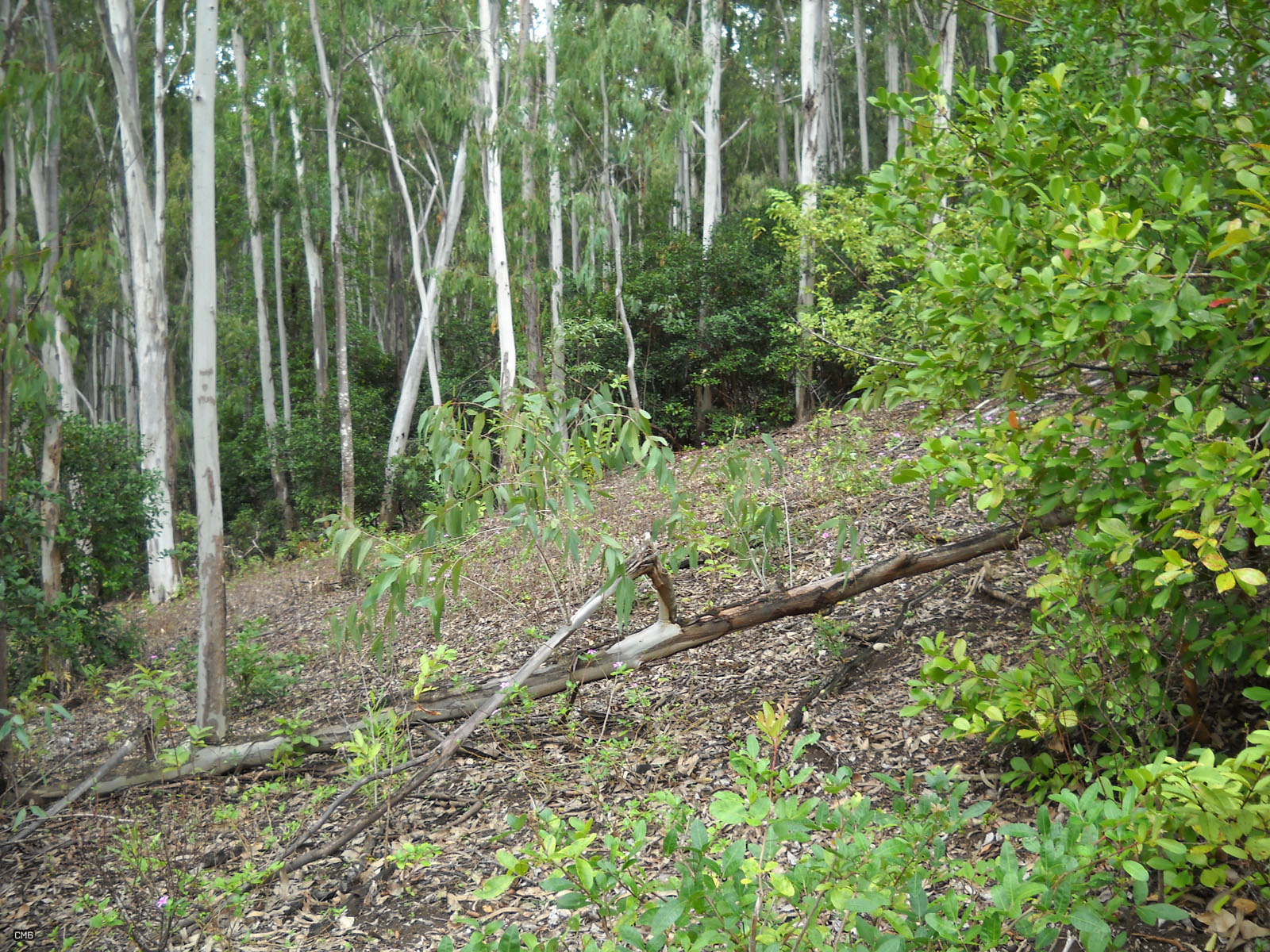
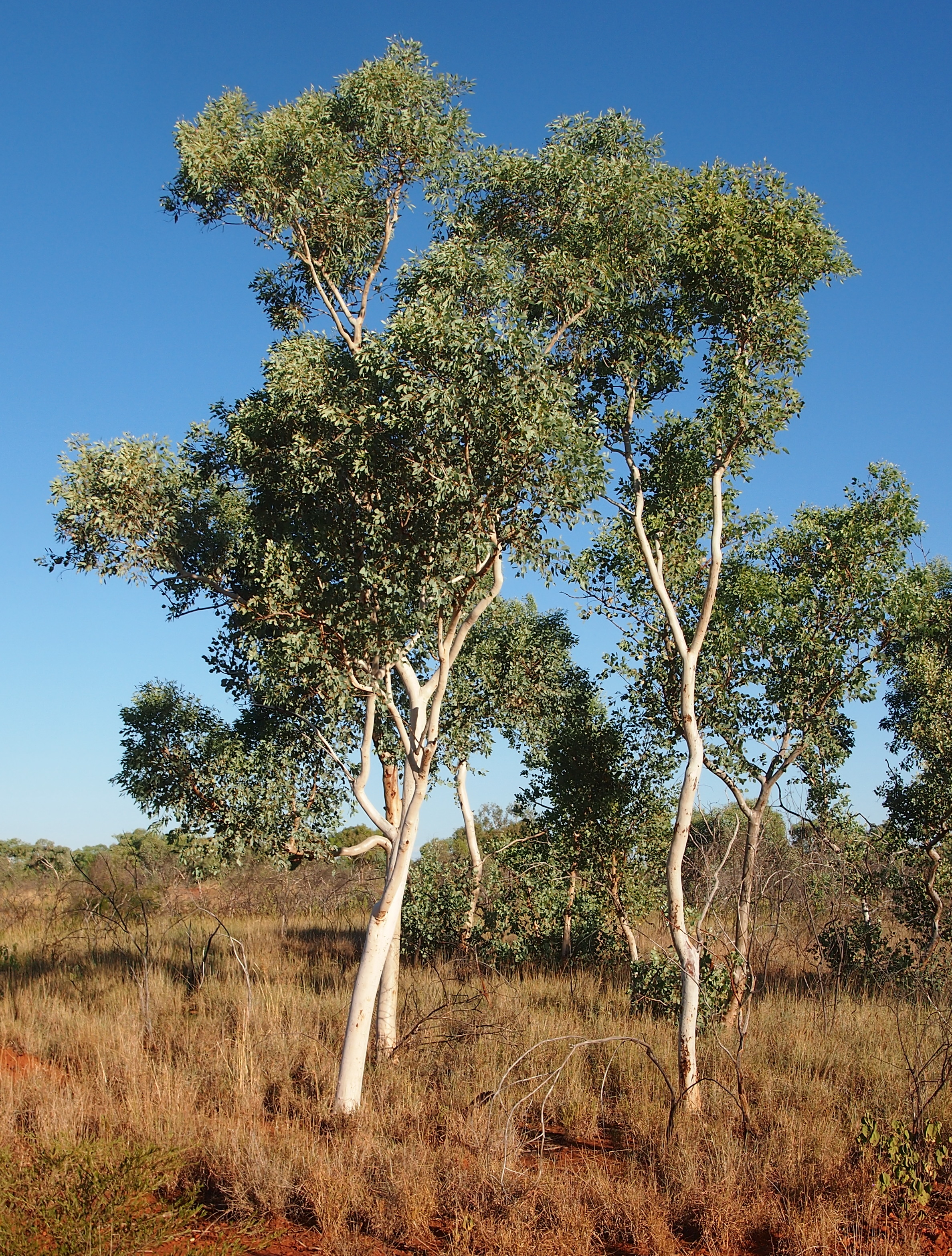
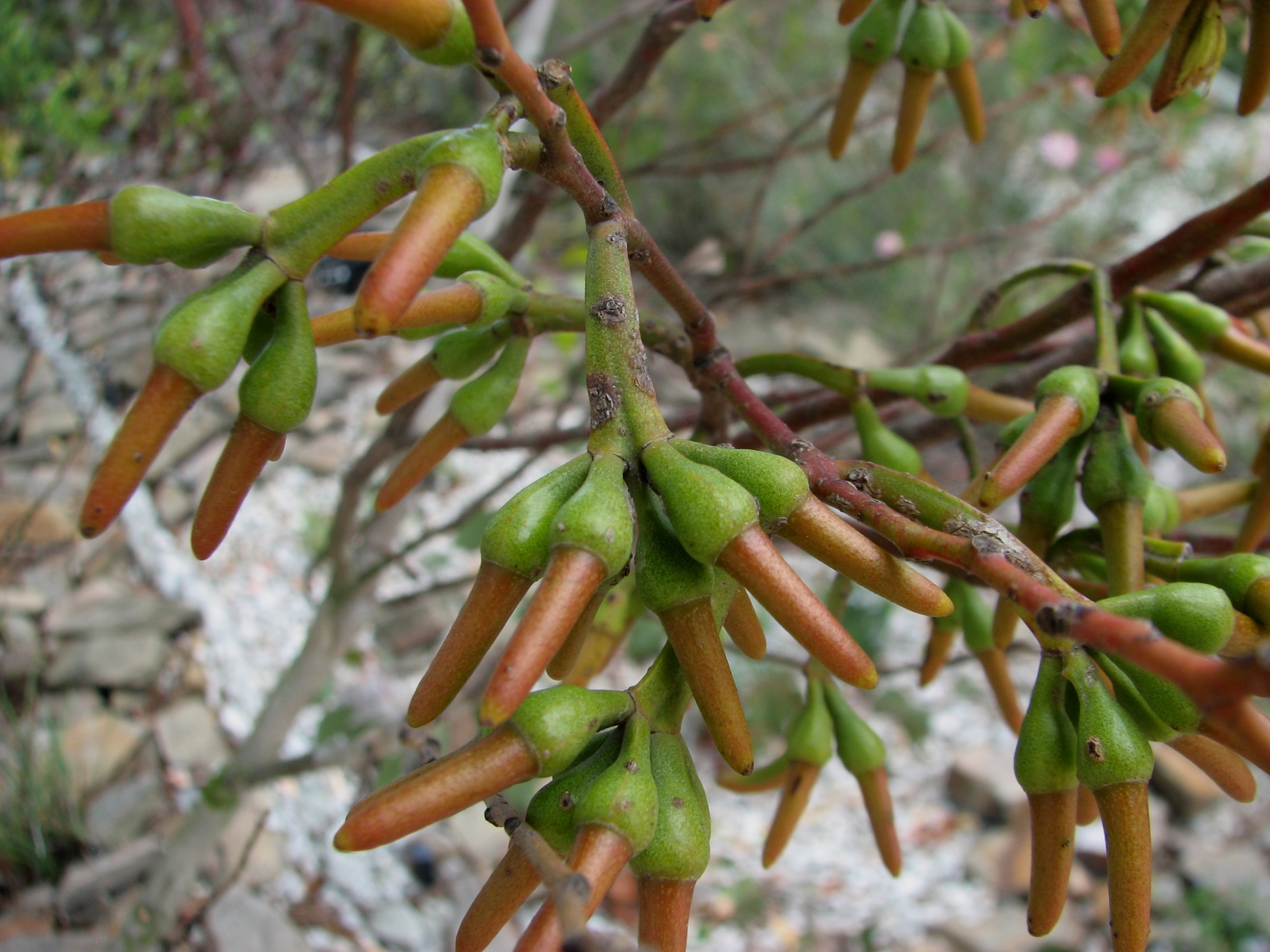